# Heligmonevra didymoides
Heligmonevra didymoides là một loài ruồi trong họ Asilidae. Heligmonevra didymoides được Walker miêu tả năm 1864. Loài này phân bố ở miền Australasia.